# Tempietto di Seppannibale
Il Tempietto di Seppannibale conosciuto originariamente come chiesa di San Pietro lo Petraro si trova a Fasano, sulla strada per Monopoli, ed è una costruzione a pianta quadrangolare a tre navate interne, con due cupolette disposte in asse. All'interno vi sono resti di affreschi di scuola beneventana.

## Storia

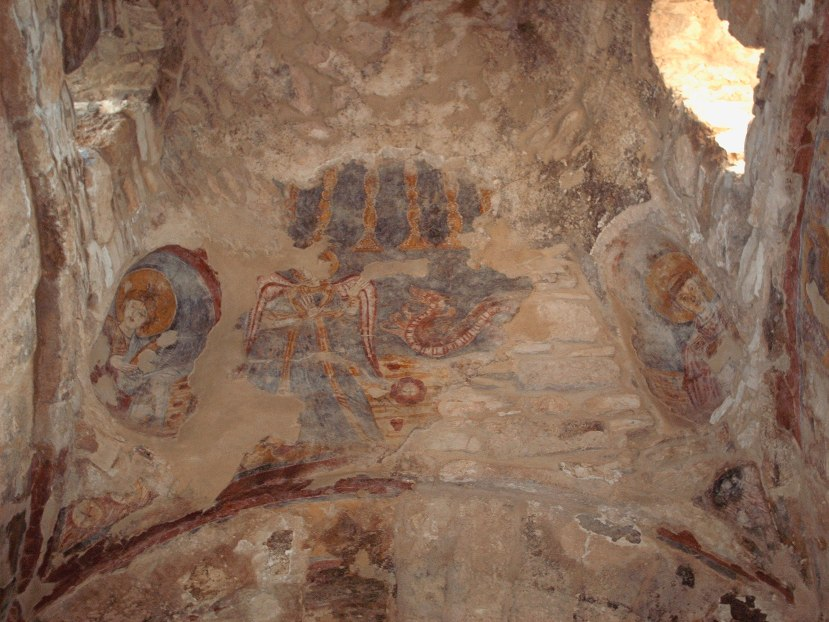
Particolare degli affreschi

In due donazioni (1086 e 1099) Goffredo, conte di Conversano, donò la chiesetta di San Pietro Beterano all'abate Lorenzo di Monopoli.
I resti tuttora visibili degli affreschi, per quanto frammentari, mostrano alcune figure (forse Profeti) e scene tratte dal libro dell'Apocalisse.

## Gli scavi archeologici
Negli anni novanta, Gioia Bertelli, docente di archeologia paleocristiana e altomedievale presso il dipartimento di studi classici e cristiani dell'Università degli Studi di Bari, si è occupata delle indagini archeologiche dell'edificio religioso e dell'insediamento correlato ad esso.
Nella zona antistante alla chiesa sono emerse tracce di un abitato tardo antico, la cui fase di vita è compresa tra il IV e l'VII secolo. Le strutture tardoantiche si appoggiavano su muri di età precedenti (molto probabilmente di età romana, per il ritrovamento di monete degli imperatori Vespasiano, Antonino Pio e Commodo).
Al di sotto dell'edificio sacro sono state rinvenute tracce di muratura, forse un recinto sacro, con la presenza di animali (testa di un cervide, capretta integra, capro intero con nella bocca un chiodo di bronzo, una moneta e nei pressi una lucerna). La datazione è approssimabile all'inizio dell'impero.